# Руан (футбольный клуб)
«Руан 1899» или просто «Руа́н» — французский футбольный клуб из одноимённого города, в настоящий момент выступает в «Насьонале», третьем по силе дивизионе Франции. Клуб основан в 1899 году, домашние матчи проводит на арене «Стад Робер Дишон», вмещающей 10 000 зрителей. В высшем французском дивизионе команда за свою историю провела 19 сезонов.

## Достижения
- Победитель Чемпионата Франции (2): 1940 (в северной зоне), 1945 (неофициальный титул)
- Финалист Кубка Франции: 1925
- Финалист Кубка французской лиги: 1964

## Выступления в еврокубках
| Сезон   | Турнир        | Раунд |                  | Клуб     | Счёт     |
| ------- | ------------- | ----- | ---------------- | -------- | -------- |
| 1969/70 | Кубок ярмарок | 1R    | Флаг Нидерландов | Твенте   | 2-0, 0-1 |
|         |               | 2R    | Флаг Бельгии     | Шарлеруа | 1-3, 2-0 |
|         |               | 1/8   | Флаг Англии      | Арсенал  | 0-0, 0-1 |

- 1R — первый раунд,
- 2R — второй раунд,
- 1/8 — 1/8 финала.